# إدوارد هندس
إدوارد هندس (بالإنجليزية: Edward Hinds)‏ ـ (ولد عام 1949) هو فيزيائي بريطاني عرف بأبحاثه حول البرودة. التحق بكلية يسوع في أكسفورد سنة 1968، وعقب حصوله على درجة الدكتوراه سافر إلى الولايات المتحدة للتدريس في جامعة كولومبيا، ثم عمل أستاذاً بجامعة ييل قبل أن يعود إلى المملكة المتحدة سنة 1994 ليعمل في مركز ساسكس لفيزياء البصريات والفيزياء الذرية. وفي سنة 1994 أصبح زميلاً للجمعية الفيزيائية الأمريكية، ثم صار في سنة 1996 زميلاً لمعهد الفيزياء، وفي سنة 1998 حصل على جائزة هومبولت. وفي سنة 2008 نال هندس كلاً من ميدالية طومسون ووسام رمفورد، وكان منحه وسام رمفورد «تقديراً لأبحاثه المتعمقة والمبتكرة في المادة فائقة البرودة».